# Volkhoven/Weiler
Volkhoven/Weiler ist ein Stadtteil im linksrheinischen Norden von Köln.

## Lage
Die benachbarten Stadtteile sind (im Uhrzeigersinn von Norden): Roggendorf/Thenhoven, Blumenberg, Chorweiler, Heimersdorf, Lindweiler und Esch/Auweiler. Der Stadtteil Volkhoven/Weiler gehört zum Stadtbezirk Chorweiler.

## Geschichte

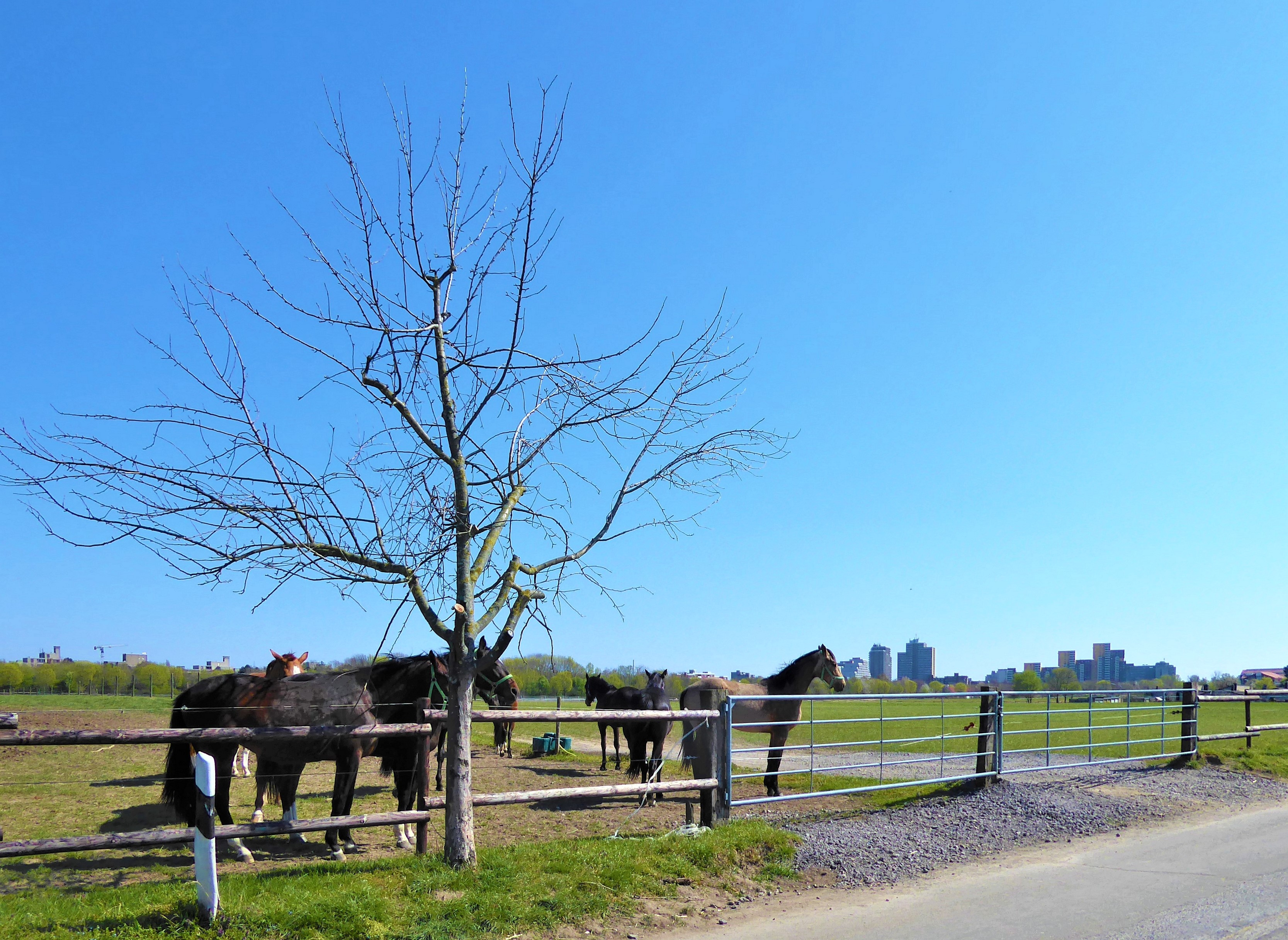
Blick aus Weiler am Dresenhof in Richtung der Hochhäuser von Chorweiler

Wie der Doppelname vermuten lässt, besteht der Stadtteil ursprünglich aus zwei kleinen Dörfern, die im 20. Jahrhundert zusammengewachsen sind.
Das südlicher gelegene Volkhoven gehörte in der Franzosenzeit dem Kanton Weiden an und  wurde 1888 als Teil der Bürgermeisterei Longerich nach Köln eingemeindet.
Das nördlichere Weiler gehörte zur Bürgermeisterei Worringen und wurde mit dieser 1922 eingemeindet. Beide Dörfer wurden geprägt durch die großen Hofanlagen, welche auch heute noch vorhanden sind. Im alten Ortskern von Weiler befindet sich auch die 1766 erbaute alte Pfarrkirche.
Zwischen beiden Dörfern entstand Mitte der 1920er Jahre eine kleine Siedlung. Dabei wurde 1925 auch die neue Pfarrkirche St. Cosmas und Damian erbaut.
Ebenfalls 1925 errichtete die Stadt Köln in einem Waldgebiet nördlich des Stadtteils ein neues Wasserwerk. Dieses sichert nach einigen Ausbauten und Modernisierungen bis heute einen Großteil der linksrheinischen Kölner Trinkwasserversorgung. Der Wasserkörper des Grundwassers wird durch den renaturierten Pulheimer Bach aufgefüllt, der etwa 3 km vorher im Naturschutzgebiet der kleinen und großen Laache versickert. Es ist von besserer Qualität als das übliche Uferfiltrat. Das Wasserschutzgebiet ist über den Grünzug Nordwest vom Rhein und seinen Altarmen über den Erlebnis- und Lehrpfad des Pulheimer Bachs mit der Ville (Glessener Höhe) und dem Naturpark Rheinland verbunden.
1964 kam es zu einem Amoklauf mit einem Flammenwerfer an der Volksschule (Attentat von Volkhoven) mit zehn Toten.
In den 1970er Jahren geriet Volkhoven/Weiler in den Schatten der unmittelbar östlich neu errichteten Trabantenstadt Chorweiler.
Dies führte zu einer Verbesserung der Verkehrserschließung: Unmittelbar südlich befindet sich ein Autobahnzubringer, der zum Autobahnkreuz Köln-Nord führt. Eine damit verbundene vierspurige Erschließungsstraße führt östlich an Volkhoven/Weiler vorbei.
Neben dem Autobahnzubringer wurde eine S-Bahn-Strecke angelegt. Von dem Haltepunkt Köln-Volkhovener Weg aus erreicht man in etwa 15 Minuten mit den Zügen der S 6 und S 11 den Kölner Hauptbahnhof. In die andere Richtung führt die Linie S 11 über Dormagen und Neuss nach Düsseldorf.
Westlich des Stadtteils befindet sich seit über 150 Jahren die Eisenbahnstrecke von Köln über Neuss nach Krefeld. Ein zeitweise betriebener Haltepunkt in Weiler ist schon seit langem nicht in Betrieb.
Jenseits dieser Bahnlinie wurde Ende der 1960er Jahre ein großer Friedhof für die Stadtteile Seeberg, Heimersdorf, Chorweiler, Blumenberg und Lindweiler eröffnet.

## Bevölkerungsstatistik
Struktur der Bevölkerung von Köln-Volkhoven/Weiler (2021):
- Durchschnittsalter der Bevölkerung: 40,7 Jahre (Kölner Durchschnitt: 41,4 Jahre)
- Ausländeranteil: 19,9 % (Kölner Durchschnitt: 19,3 %)
- Arbeitslosenquote: 9,2 % (Kölner Durchschnitt: 8,6 %)

## Öffentliche Einrichtungen
Wegen der guten Verkehrsverbindungen wurde am Ortsrand die einzige Wache der Berufsfeuerwehr für den Stadtbezirk Chorweiler erbaut.
Nördlich daran angrenzend befindet sich das Gebäude des Bundesamtes für Verfassungsschutz, welches Ende der 1980er Jahre aus Köln-Ehrenfeld nach Volkhoven/Weiler umzog.
Auch das einzige Gymnasium für den ganzen Bereich der Trabantenstadt befindet sich in Volkhoven.
Bemerkenswert ist die Simultanhalle: Auf dem Schulhof der ehemaligen Volkhovener Dorfschule, die als Folge des Attentates von 1964 geschlossen wurde, errichtete man in den 1970er Jahren ein provisorisches Segment des geplanten Neubaus für das Museum Ludwig. Hier wurde die Wirkung des Lichteinfalls auf die Bilder des Museums ausprobiert.
Nach dem Ende dieser Versuche wurde die Halle lokalen Künstlern als Atelier und Ausstellungshalle überlassen.

## Bilder

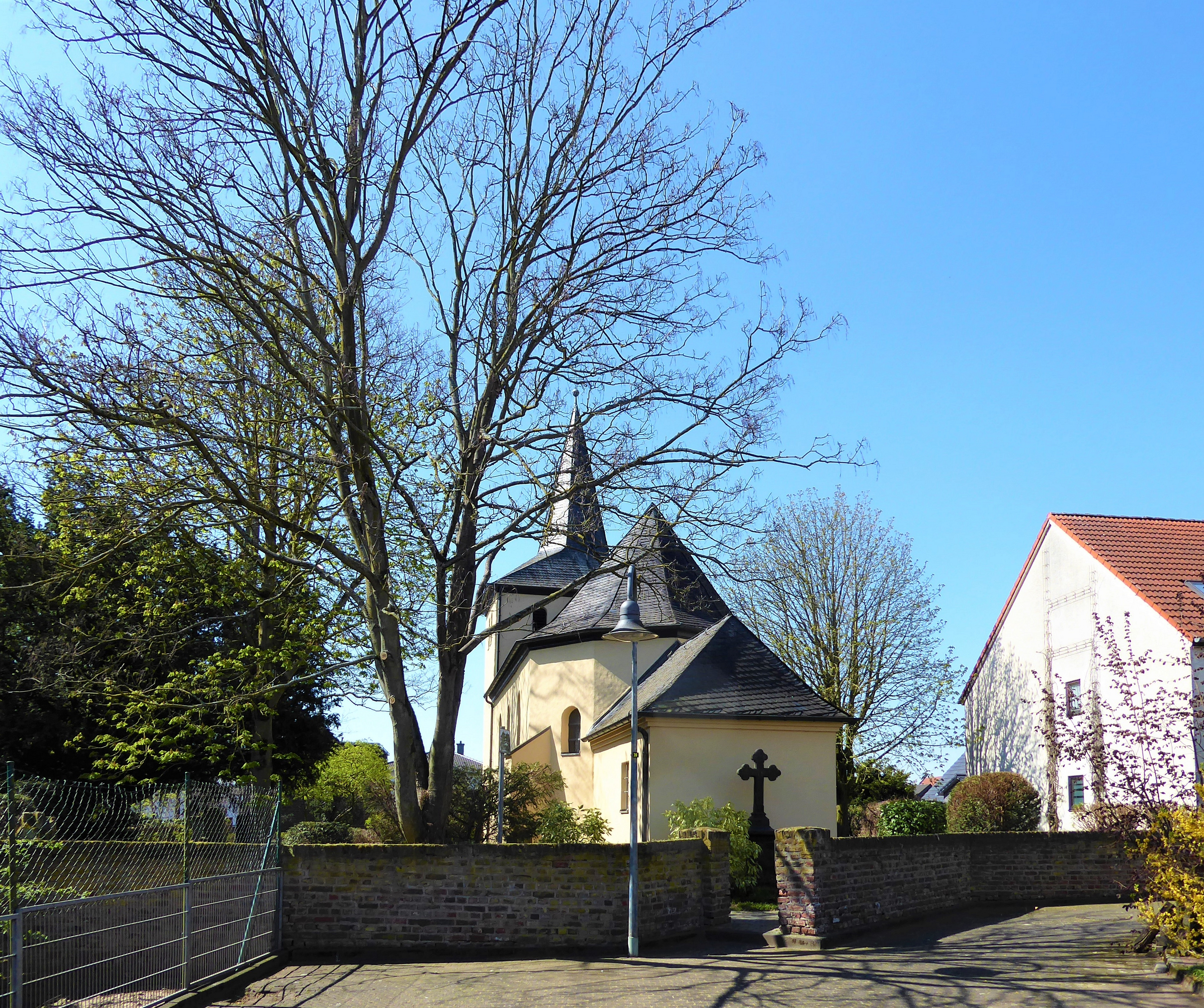
Alte Dorfkirche Weiler
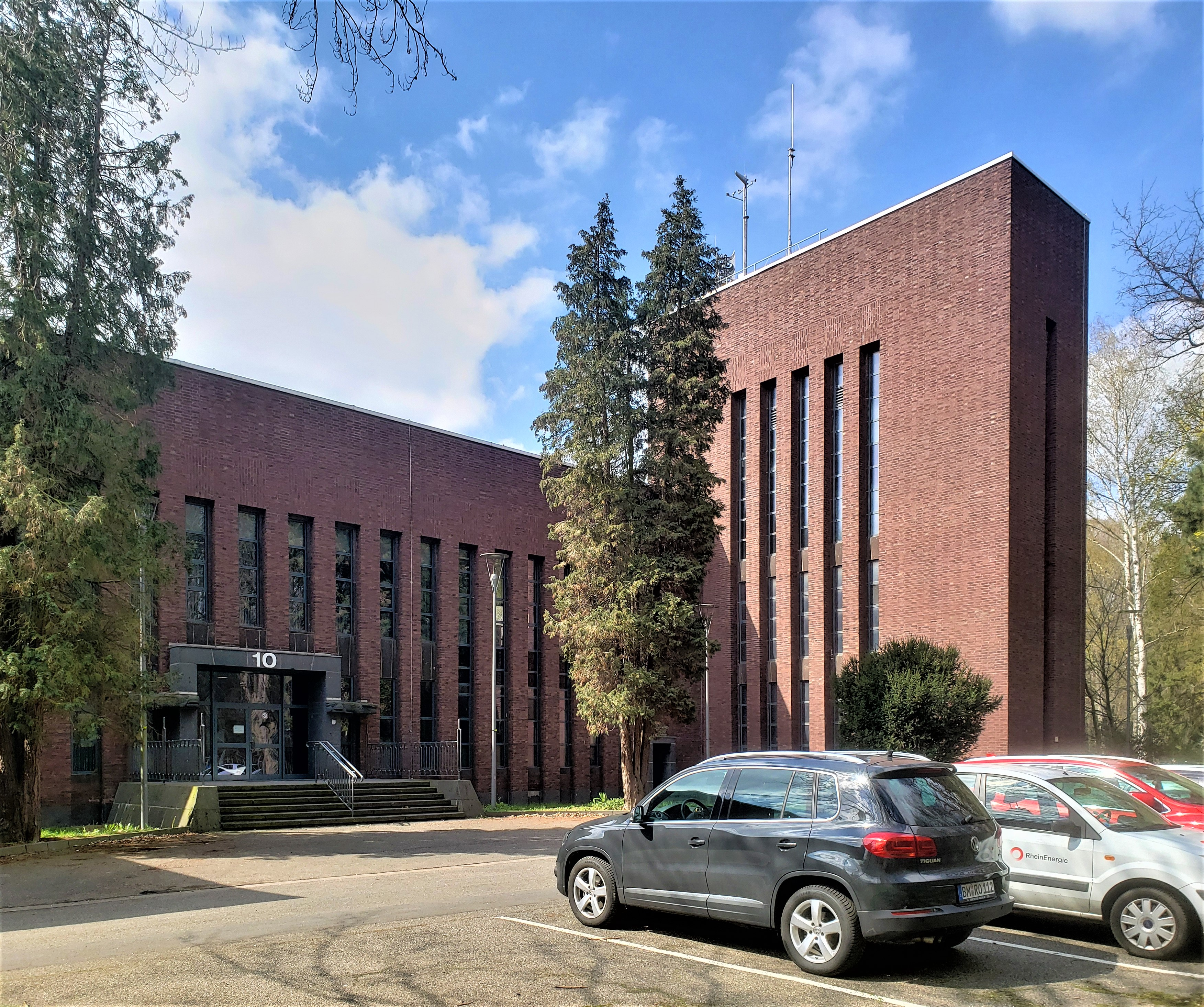
Wasserwerk Weiler
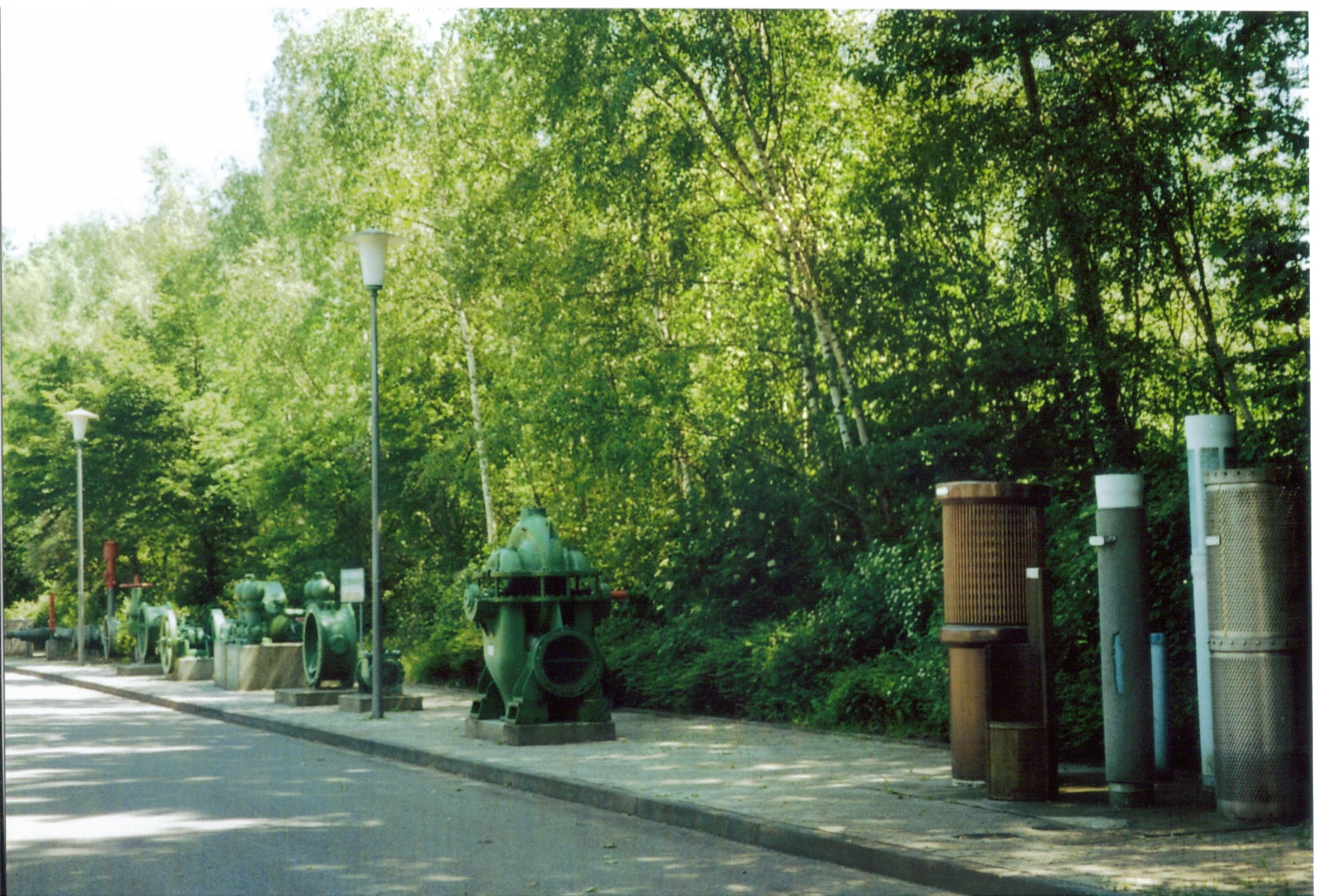
Wasserwerk Weiler, Rohre
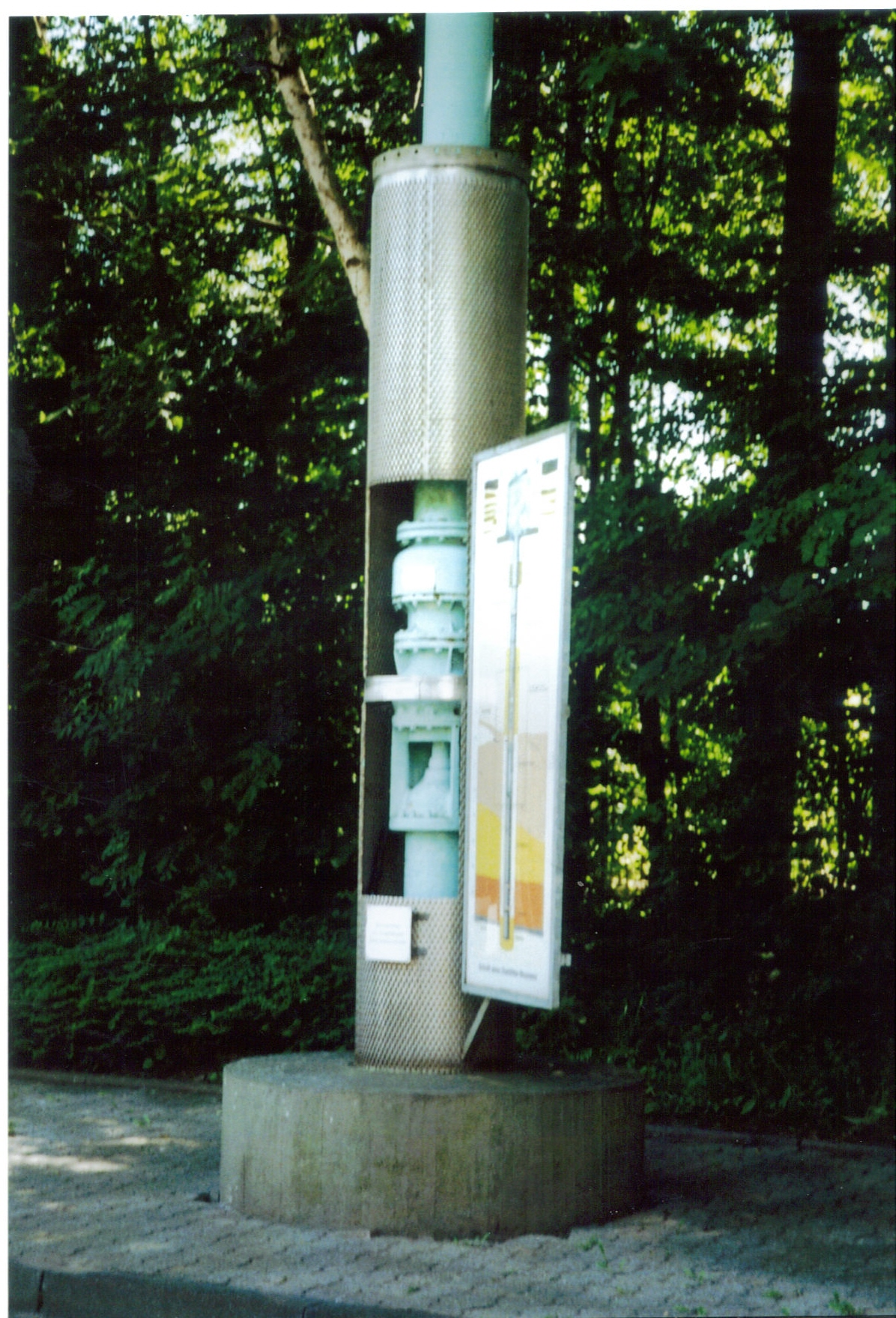
Wasserwerk Weiler, Stahlfilter-Brunnen
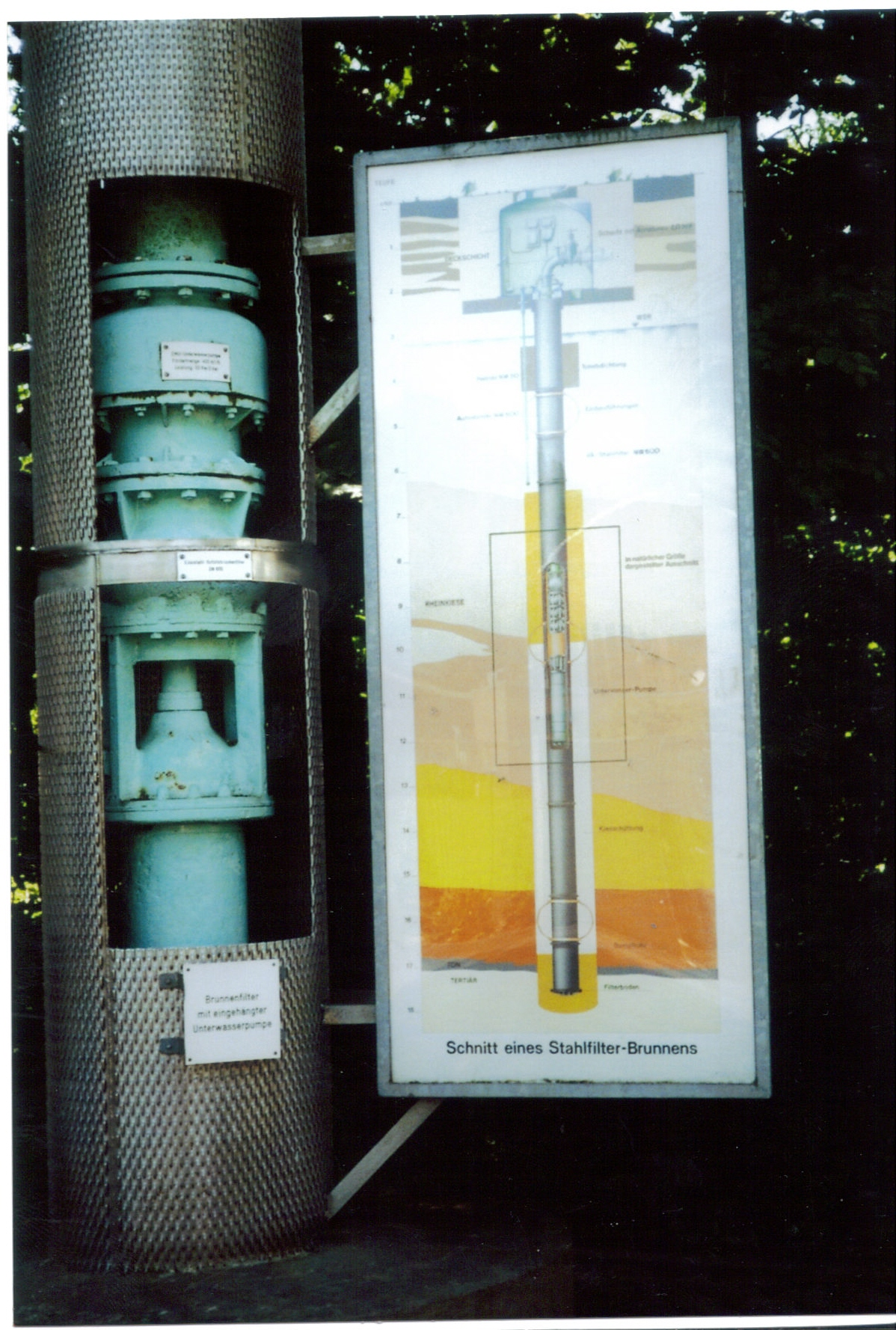
Wasserwerk Weiler, Stahlfilter-Brunnen, Demonstration